# الصبار (الحيمة الخارجية)

تعديل مصدري - تعديل

الصبار هي إحدى قرى عزلة بني وليد بمديرية الحيمة الخارجية التابعة لمحافظة صنعاء، بلغ تعداد سكانها 131 نسمة حسب تعداد اليمن لعام 2004.